# Desmodasys borealis
Desmodasys borealis är en djurart som tillhör fylumet bukhårsdjur, och som beskrevs av Clausen 2000. Desmodasys borealis ingår i släktet Desmodasys och familjen Turbanellidae.
Artens utbredningsområde är Norra Ishavet. Inga underarter finns listade i Catalogue of Life.